# キティ・ウェルズ

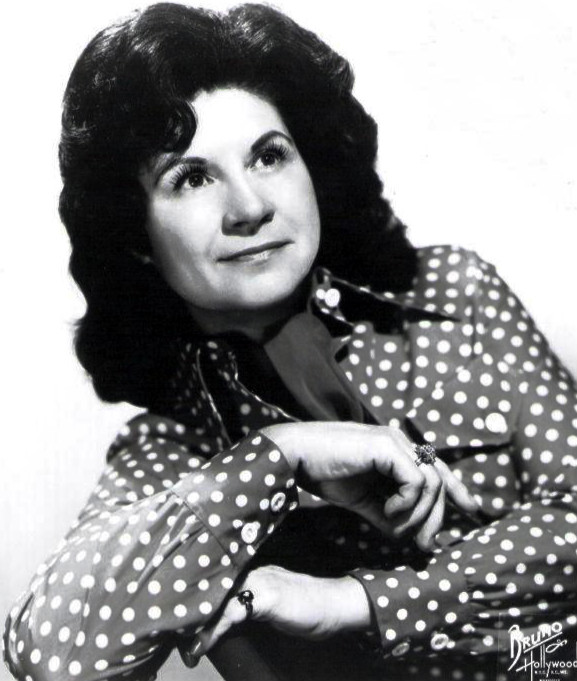
キティ・ウェルズ

キティ・ウェルズ（Ellen Muriel Deason/Kitty Wells: 1919年8月30日 - 2012年7月16日）はアメリカ合衆国のカントリー歌手。1952年発売の『It Wasn't God Who Made Honky Tonk Angels 』のヒットにより、カントリー・チャートの第1位となった最初の女性カントリー歌手である。1960年代中期までトップ10に入り続け、その後の女性カントリー歌手に影響を与えた。
音楽史家のジョエル・ホイットバーンの著書『The Top 40 Country Hits』によるとビルボードのカントリー・チャートの歴史において最も成功した女性歌手としてドリー・パートン、ロレッタ・リン、リーバ・マッキンタイア、タミー・ウィネット、タニヤ・タッカーに続き第6位にランクされる。1976年、カントリー・ミュージック殿堂入り。1991年、カントリー・アーティストとしてはロイ・エイカフ、ハンク・ウィリアムズに続いて3番目、女性歌手としては8番目にグラミー賞特別功労賞を受賞。また、カントリー・ミュージックの女王としても知られる。